# Thaler Höhe
Die Thaler Höhe ist ein 1167 m ü. NHN hoher Nebengipfel der Salmaser Höhe in den Allgäuer Alpen oder wahlweise im Bayerischen Alpenvorland, da die beiden Naturräume nicht einheitlich voneinander abgegrenzt werden. Sie liegt im Landkreis Oberallgäu in der Gemarkung der Gemeinde Missen-Wilhams.

## Geologie
Die Thaler Höhe ist Teil des zentralen Bereichs der Nagelfluhhöhen und Senken zwischen Bodensee und Wertach, der sich auf über 10 Kilometer von Westen nach Osten zieht.
Die Thaler Höhe weist das typische Nagelfluhgestein der Allgäuer Alpen auf, außerdem ist das nach Norden hin aufgeschossene Schichtensystem von abwechselnd durch Kalkeinträge ausgehärteten Platten und Kiesbänken vorzufinden.

## Geographie
Die Thaler Höhe erhebt sich zwischen der Gemeinde Missen-Wilhams und dem Konstanzer Tal, nordwestlich des großen Alpsees. Ihr Rücken grenzt westlich an die Salmaser Höhe, dazwischen liegt die Ochsenschache. Vom Gipfel aus kann man im Norden auf die Gemeinde Missen-Wilhams blicken, während man südlich auf das Konstanzer Tal blickt und einen Aussichtspunkt auf den Alpsee hat (Alpseeblick). Den Gipfel erreicht man am einfachsten von Missen aus, allerdings kann man den Gipfel auch über die Salmaser Höhe von Wiedemannsdorf aus oder mit einem Aufstieg ab Ratholz erreichen.
Südlich der Thaler Höhe verlaufen die Bundesstraße 308 und die Bahnstrecke Buchloe–Lindau.

## Sport und Tourismus
Auf der Nordseite der Thaler Höhe liegt der Allgäuer Heimatlift Thaler Höhe. Es gibt vier Pisten mit insgesamt vier Pistenkilometern (Drei Blaue Pisten und eine Rote).
Der Gipfel der Thaler Höhe ist mit dem Haupt- bzw. Ostgipfel der Salmaser Höhe häufiges Ziel für Wanderungen rund um das Konstanzer Tal. Auf der Thaler Höhe finden sich zudem viele geeignete Wander- und Mountainbikerouten. Im Winter eignet sich das Gebiet neben dem Skifahren auf der Piste auch für Skitouren, Skilanglauf, Rodeln oder zum Schneeschuhwandern.